# Николаева, Маргарита Николаевна
Маргари́та Никола́евна Никола́ева (до замужества — Петрова; 23 сентября 1935, Иваново, РСФСР, СССР — 21 декабря 1993, Одесса, Украина) — украинская советская гимнастка, двукратная олимпийская чемпионка. Заслуженный мастер спорта СССР (1960).

## Биография
Начала тренироваться в 13 лет в одесской ДЮСШ-1 под руководством Александра Сафронюка. Среди сверстниц выделялась умением быстро осваивать на практике любые технические элементы.
Занималась у Сафронюка четыре года. Он оказался её единственным тренером. Потом она отказалась от опеки тренера.
В 1953 году выступила в составе сборной СССР на IV Всемирном фестивале молодежи и студентов в Бухаресте, через год показала себя на Всемирных студенческих играх в Будапеште, прекрасно состязалась во время турне советских гимнасток по Скандинавии. Стала полноправным членом сборной.
Произошёл принципиальный конфликт между гимнасткой и её бывшим тренером. Сафронюк формировал сборную Одессы для участия в Спартакиаде республики 1956 года. Николаеву он в команду не включил, но как член сборной она была вызвана персонально.
Закончила Одесский педагогический институт имени К. Д. Ушинского. В 22 года родила сына.
Всего за два года полностью обновила композиции, вошла в прекрасную форму и добилась права поехать в Рим на Игры.
К римской Олимпиаде 1960 года самостоятельно подготовила в упражнениях на бревне уникальный элемент — стойку на одной руке. Её композиция получила в финале наивысшую оценку. Только чемпионка в упражнении на бревне — лидер чехословацкой команды Ева Босакова — получила такую же, как Николаева, оценку, но благодаря лучшему предварительному результату опередила Маргариту на одну десятую балла. Николаева осталась четвёртой, пропустив Латынину и Муратову. В командном зачёте вместе с Ларисой Латыниной и Полиной Астаховой завоевала золото Олимпийских игр.
Добавила золотую медаль в опорном прыжке, став первой гимнасткой в мире, выполнившей прыжок «влёт» (премьера прыжка, позволившего Николаевой попасть в олимпийскую сборную, состоялась в 1959 году на Спартакиаде народов СССР).
В мае 1963 года перенесла операцию по поводу аппендицита.
В год токийской Олимпиады подготовила сложнейшую программу со множеством уникальных элементов и связок.
В период с 1963 по 1967 год Николаева тренировалась под руководством одесского тренера Юрия Тихонова. В 1965 году стала бронзовым призёром чемпионата СССР в вольных упражнениях и бронзовым призёром Кубка СССР в многоборье. В 1971 году приняла участие в создании в Одессе СДЮСШОР по спортивной гимнастике.
Будучи действующей спортсменкой, снялась в ряде фильмов Евгения Матвеева.
Скончалась 21 декабря 1992 года.
В 2001 году одесский горисполком назвал первую олимпийскую чемпионку из Одессы лучшей спортсменкой города XX века.

## Спортивные достижения
- Чемпионка Олимпийских игр 1960 года в командном первенстве и опорном прыжке.
- Бронзовый призёр чемпионата СССР 1960 года в опорном прыжке.
- Бронзовый призёр чемпионата СССР 1965 года в вольных упражнениях.
- Бронзовый призёр Кубка СССР 1965 года в многоборье.

## Награды
- Медаль «За трудовую доблесть» (16.09.1960) — за успешные выступления в XVII летних и VIII зимних Олимпийских играх 1960 года, а также за выдающиеся спортивные достижения[5]